# 1935 en Palestine mandataire
Chronologie de la Palestine
- 1931
- 1932
- 1933
- 1934
- 1935
- 1936
- 1937
- 1938
- 1939

Cette page concerne les évènements survenus en 1935 en Palestine mandataire :

## Évènements
- Selon les statistiques officielles, 61 854 Juifs ont migré en Palestine en 1935[1].
- Une scission se produit entre les sionistes traditionnels et les révisionnistes, qui approuvent le recours à la violence pour établir un État sioniste[2].
- Les dirigeants arabes acceptent la proposition britannique d'une assemblée législative présentée par le haut-commissaire britannique, mais celle-ci est rejetée par la Chambre des communes britannique en 1936[3].
- 4 janvier : Les Britanniques inaugurent l'oléoduc de Mossoul à Haïfa, un important pipeline reliant les champs pétrolifères de Mossoul, en Irak, au port méditerranéen de Haïfa, en Palestine.
- 5-6 mai : La célèbre chanteuse égyptienne Oum Kalthoum se produit au théâtre Mugrabi de Tel-Aviv, puis à Jérusalem et à Haïfa.
- 16 octobre : La découverte d'une cargaison d'armes sionistes (en) dans le port de Jaffa provoque des troubles dans toute la Palestine.
- Novembre - Les partis politiques arabes demandent l'arrêt de l'immigration juive et des transferts de terres, ainsi que la mise en place d'institutions démocratiques[2].

## Création - Fermeture
- 10 février : Fondation de Nahariya.
- Avril - Création du Parti arabe palestinien
- 23 juin : Création du Parti de la réforme (en).
- Bloc national (en)
- Fermeture du quotidien Al-Jami'a Al-'Arabiya (en).
- Fondation des kibboutzim et moshavs : Shefayim (en), Bitzaron (en), Afek.

## Sport
- Saison 1934-1935 de la Ligue de la Palestine (en) (football)
- Saison 1935-1936 de la Ligue de la Palestine (en) (football)
- Saison 1934-1935 de football an Palestine mandataire (en)
- Saison 1935-1936 de football an Palestine mandataire (en)
- Coupe de la Palestine (1935) (en) (football)
- 2-10 avril : Les deuxièmes  Maccabiades se déroulent à Tel-Aviv, malgré l'opposition des Britanniques.

## Naissances
- Saïd K. Aburich, journaliste et écrivain arabe palestinien (mort en 2012).
- Imil Jarjoui (en), homme politique arabe palestinien (mort en 2007).
- Avigdor Nebenzahl, rabbin et posek israélien.
- Moshe Levinger, rabbin israélien et militant de la colonisation (mort en 2015).

## Décès
- 20 novembre : Izz al-Din al-Qassam, prédicateur islamique sunnite et chef de l'organisation armée Main noire qui a eu recours à la violence contre les civils juifs et les Britanniques, est tué lors d'une fusillade avec les forces de police britanniques près de Jénine.